# Sanzinia madagascariensis
Il boa arboricolo del Madagascar (Sanzinia madagascariensis (Duméril & Bibron, 1844)) è un serpente appartenente alla famiglia dei Boidi, endemico del Madagascar.

## Biologia

### Alimentazione
Si nutre di piccoli mammiferi e occasionalmente anche di rane e uccelli.

### Riproduzione
È una specie ovovivipara.

## Distribuzione e habitat
La specie è diffusa nelle foreste umide del versante orientale del Madagascar. La si può incontrare anche nelle aree coltivate e nei pressi degli insediamenti umani.

## Tassonomia
La sottospecie Sanzinia madagascariensis volontany, diffusa nelle zone boscose del Madagascar occidentale, è stata recentemente elevata al rango di specie a sé stante (Sanzinia volontany).